# Michael Jai White
Michael Jai White (Brooklyn, Nueva York; 10 de noviembre de 1967) es un actor de cine y televisión y artista marcial estadounidense, más conocido por sus actuaciones en películas de acción y artes marciales como Undisputed II: Last Man Standing en 2006, Black Dynamite en 2009 y Tactical Force en 2011. Pero quizás su personaje más famoso en el cine fue en la película de Superhéroes Spawn de 1997.

## Biografía
White, nació en Brooklyn, Nueva York y se mudó cuando era adolescente a Bridgeport, Connecticut, donde se graduó en la Escuela Superior Central en 1988. Se graduó en la escuela superior de Bridgeport, ya que se destacó en su escuela como deportista. 
Michael Jai White es un artista marcial, con más de 7 cinturones negros legítimos en los estilos japoneses de: Karate Goju Ryu (3º dan, con el afamado maestro Eddie Morales), karate kyokushinkai (3º dan), karate-Do Shotokan (3º dan), y Kobudo (1º dan). En los estilos coreanos del (Tae Kwon Do (2º dan), y del Tang Soo Do. Además del entrenamiento en artes marciales chinas de competencia o "Wushu" disciplina en la que se destacó muchísimo. White comenzó su entrenamiento durante su niñez en las artes marciales tradicionales del Jiu-jitsu y del Karate-Do a la edad de siete años, para después dedicarse a otras variantes y estilos. En agosto de 2005 se casó con Courtenay Chatman, una ginecóloga formada en Filadelfia y Los Ángeles. La pareja tiene una hija llamada Michelle Morgan, quien nació el 24 de diciembre de 2008. Michael tiene dos hijos de una relación anterior.
White es un exprofesor en educación especial y cita su historial en la educación como la razón por la que, pese a su adoración por el género musical «en muchos niveles», en última instancia no puede tener una opinión positiva sobre la música de género hip hop o «excusar algunos de sus elementos penetrantes y destructivos», debido a su experiencia con jóvenes que tenían dificultades para diferenciar entre el estilo de vida promocionado por esta música y la vida real. En 1992 dejó de dar clases y viajó a Los Ángeles para dedicarse de lleno a la actuación y al cine. Además White es un experto jugador de ajedrez, como se muestra en la película Blood and Bone.

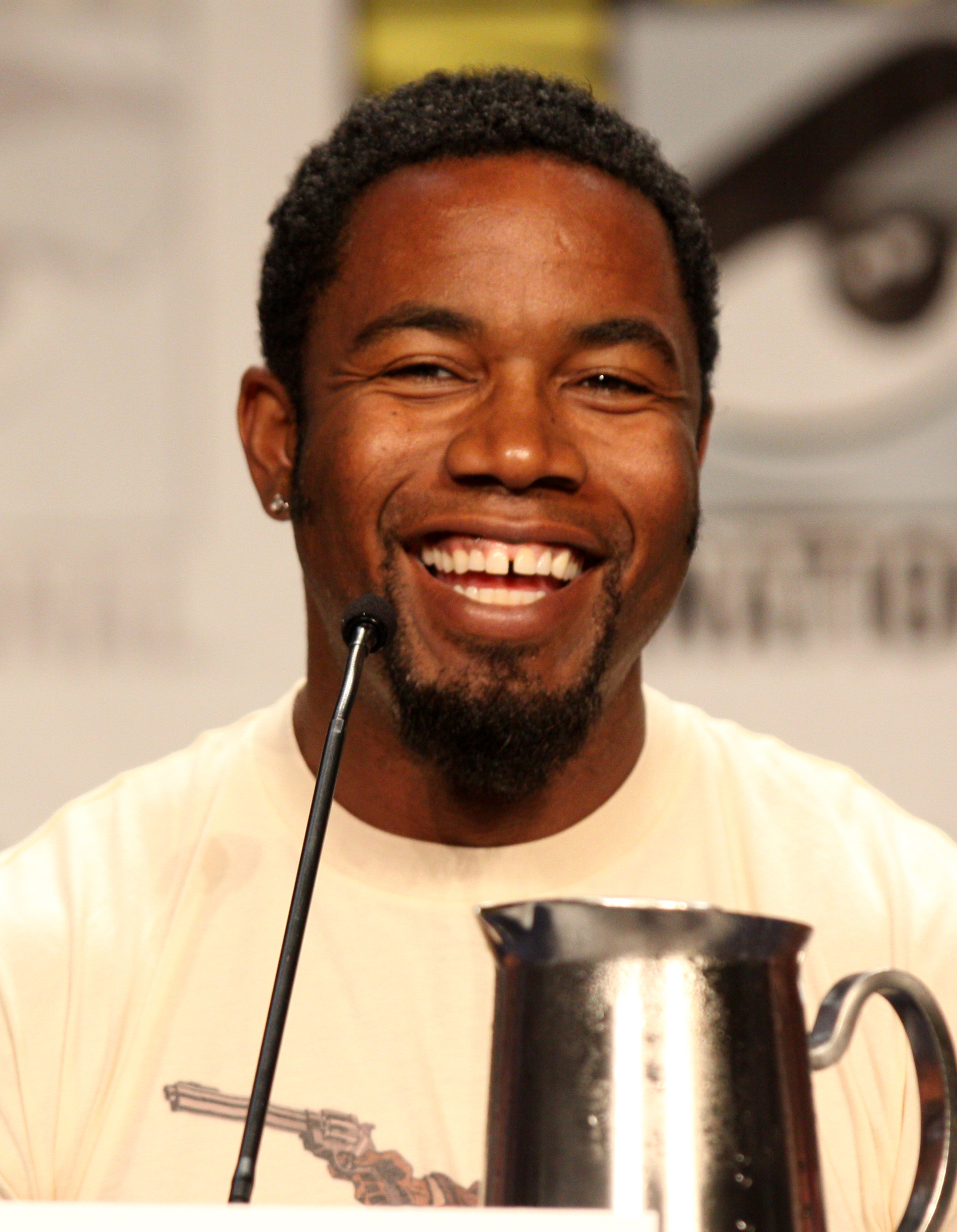
White en 2012

## Filmografía

### Cine
- The Toxic Avenger Part II (1989)
- The Toxic Avenger Part III: The Last Temptation of Toxie (1989)
- Teenage Mutant Ninja Turtles II: The Secret of the Ooze (1993
- Soldado universal (1992)
- Full Contact (1993)
- Lion Strike (1994)
- Ballistic (1995)
- Tyson (1995) (TV)
- Captive Heart: The James Mink Story (1996) (TV)
- Shaughnessy (1996) (TV)
- Spawn (1997)
- City of Industry (1997)
- Ringmaster (1998)
- Thick as Thieves (1998)
- Universal Soldier: The Return (1999)
- Freedom Song (2000) (TV)
- Exit Wounds (2001)
- Trois 2: Pandora's Box (2002)
- Justice (2003)
- Hotel (2003) (TV)
- Silver Hawk (2004) (película de artes marciales)
- Kill Bill Vol. 2 (2004 - Escena eliminada que puede verse en la edición especial)
- Undisputed II: Last Man Standing (2006)
- Why Did I Get Married (2007)
- The Dark Knight (2008)
- Black Dynamite (2009)
- Blood and Bone (2009)
- Why Did I Get Married Too? (2010)
- One Angry Juror (2010)
- Tactical Force (2011)
- Never Back Down 2 (2011)
- Somebody's Child (2012) (TV)
- Falcon Rising (2014)
- Echo Effect (2015)
- Never Back Down 3 (2016)
- The Crooked Man (2016) (TV)
- Cops and Robbers (2017)
- Every Day Is Christmas (2018) (TV)
- Dragged Across Concrete (2018)
- Triple Threat (2019)
- The Hard Way (2019)
- Welcome to Sudden Death (2020)
- Assault on VA-33 (2021)
- Send It! (2021)
- The Outlaw Johnny Black (2021)

### Televisión
- Captive Heart: The James Mink Story (1996)
- Shaughnessy (1996)

- Mutiny (1999)

- Wonderland (2000)
- Freedom Song (2000)
- Soul Food  (2001) 1 episodio
- Justice League Unlimited (voz: Doomsday) (Cartoon Series) (2006)
- Tyler Perry's House of Payne  (2008) 3 episodios
- Spawn: The Animation (voice: Barabbas) (2009)
- The Legend of Bruce Lee (2008)
- The Boondocks (2010), episodio 5 - Stinkmeaner 3: The Hateocracy
- Mortal Kombat: Rebirth (2010)[2]
- Mortal Kombat: Legacy (2011)
- Black Dynamite Black Dynamite
- Arrow temporadas 2 y 7 como Ben Turner/Tigre de Bronce (2013-2014; 2018-2019)
- Pump (2020)

## Otros trabajos

### Director
- Never Back Down 2 (2011)
- TheoryHy El Prodigio (2013)

### Guionista
- Black Dynamite (2009)
- Three Bullets (2009)

### Productor
- PVC-1 (2007)
- Blood and Bone (2009)
- Three Bullets (2009)